# Kurnàs
Kurnàs (en grec modern Κουρνάς, normalment transliterat Kournas) és un poble de l'illa grega de Creta a la prefectura de Khanià, a uns 43 km de Khanià i a uns 20 km de Réthimno.
A prop del poble hi ha el llac de Kurnàs, l'únic llac d'aigua dolça de l'illa, i que desaigua per una riera que surt cap al nord al Mar de Creta.
El llac té forma de pera i fa uns 800 x 600 m, i en temporada hi lloguen patins de pedals. Hi ha una reserva natural a la part sud-oest del llac.